# Shinkansen E1

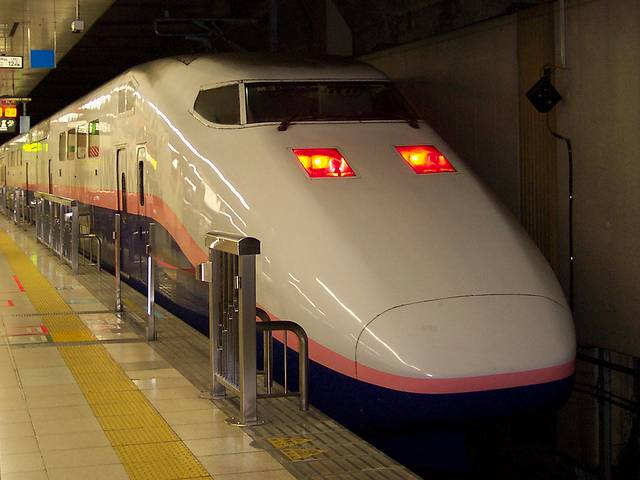
Shinkansen E1

Shinkansen E1 sunt garnituri de tren care rulează pe rețeaua de mare viteză japoneză Shinkansen. Trenul are două niveluri și atinge viteze de 240 km/h.